# Parawani
Der Parawani (georgisch ფარავანი) ist ein See im südlichen Georgien, auf dem Territorium der Munizipalität Ninozminda der Region Samzche-Dschawachetien. 
Er liegt auf 2073 m in der Dschawacheti-Hochebene im Kleinen Kaukasus. Mit 37,5 Quadratkilometern ist er der größte See des Landes. An seiner tiefsten Stelle ist der See 3,3 Meter tief. Die durchschnittliche Tiefe beträgt 2,4 Meter. Er speichert 90,8 Millionen Kubikmeter Wasser.
Der Parawani ist von mehreren über 3000 Meter hohen Bergen umgeben, im Osten vom Dschawacheti-Gebirge, im Westen vom Abul-Samsari. Dem See entfließt der Parawniszqali (auch wie der See kurz Parawani genannt), der die Hochebene von Achalkalaki durchquert und dann von rechts in die Kura mündet.
Nahe dem See liegt das georgisch-orthodoxe Foka-Kloster aus dem 11. Jahrhundert. Es wird noch heute von Nonnen bewohnt und wurde an jener Stelle gebaut, an der die Heilige Nino, die das Christentum nach Georgien gebracht haben soll, der Überlieferung nach ein Weinrebenkreuz errichtete.